# Château-Chervix
Château-Chervix är en kommun i departementet Haute-Vienne i regionen Nouvelle-Aquitaine i västra Frankrike. Kommunen ligger i kantonen Saint-Germain-les-Belles som tillhör arrondissementet Limoges. År 2022 hade Château-Chervix 791 invånare.

## Befolkningsutveckling
Antalet invånare i kommunen Château-Chervix
| Referens: INSEE |